# Miguel C. Rubino
Miguel C. Rubino (Durazno, 11 de diciembre de 1886 - Pando, 7 de mayo de 1945) fue un médico veterinario uruguayo destacado por su lucha contra la fiebre aftosa del ganado.

## Biografía
Descendiente de inmigrantes italianos, hizo sus primeros estudios en su ciudad natal. Continuó sus estudios universitarios en Montevideo, graduándose de médico veterinario en la Facultad de Veterinaria (Universidad de la República) en 1909.
En 1930 el gobierno le facilita una estadía de dos años en los centros científicos de Europa. Trabaja en Berlín en el Instituto Biológico “Kaiser Guillermo” y en París en el Instituto “Pasteur”. Fue reconocido en Europa por sus trabajos en el diagnóstico temprano de la lepra.  De regreso en el Uruguay fue director del Laboratorio de Biología Animal. Dedicó gran parte de su vida a la lucha contra la fiebre aftosa (Glosopeda) en el ganado vacuno. 
Fue el fundador del instituto oficial encargado de luchar contra esa enfermedad.
Escribió en numerosas revistas del área a nivel nacional e internacional.
En 1926 funda la Sociedad de Biología junto a Clemente Estable, Benigno Varela Fuentes y Francisco Sáez.
En su ciudad Durazno, el Liceo Dr. Miguel C. Rubino lleva su nombre en su honor.